# Francisco Salvador da Áustria
Francisco Salvador da Áustria (em alemão: Franz Salvator Maria Joseph Ferdinand Karl Leopold Anton von Padua Johann Baptist Januarius Aloys Gonzaga Rainer Benedikt Bernhard von Österreich-Toskana; (21 de agosto de 1866 - 20 de abril de 1939) foi um membro do ramo toscano da Casa de Habsburgo-Lorena.

## Primeiros anos e carreira
Era um arquiduque austríaco, filho do arquiduque Carlos Salvador, Príncipe da Toscana, e da sua esposa, a princesa Maria Imaculada de Bourbon e Duas Sicílias. Era general da cavalaria do exército imperial da Áustria-Hungria e médico, formado na Universidade de Innsbruck. Era também cavaleiro da Ordem do Tosão de Ouro.

## Casamentos e descendência
Casou-se primeiro no dia 31 de julho de 1890, em Ischl, com a arquiduquesa Maria Valéria da Áustria, filha mais nova do imperador Francisco José I da Áustria e da sua esposa, a imperatriz Isabel da Áustria.
Os seus filhos foram:
| Nome                        | Nascimento              | Morte                  | Observações                                                                                                 |
| --------------------------- | ----------------------- | ---------------------- | --- |
| Isabel Francisca da Áustria | 27 de janeiro de 1892   | 29 de janeiro de 1930  | Casada com Georg Graf von Waldburg zu Zeil und Hohenems; com descendência.                                  |
| Francisco Carlos da Áustria | 17 de fevereiro de 1893 | 10 de dezembro de 1918 | Morto durante a Primeira Guerra Mundial devido a um surto de gripe espanhola aos 25 anos; sem descendência. |
| Humberto Salvador           | 30 de abril de 1894     | 24 de março de 1971    | Casado com a princesa Rosemary de Salm-Salm; com descendência.                                              |
| Hedwig                      | 24 de setembro de 1896  | 1 de novembro de 1970  | Casada com Bernhard Graf zu Stolberg-Stolberg; com descendência.                                            |
| Teodoro Salvador            | 9 de outubro de 1899    | 8 de abril de 1978     | Casado com Maria Theresa Gräfin von Waldburg zu Zeil und Trauchburg; com descendência.                      |
| Gertrudes Maria             | 19 de novembro de 1900  | 20 de dezembro de 1942 | Casada com Georg Graf von Waldburg zu Zeil und Trauchburg; com descendência.                                |
| Maria Isabela               | 19 de novembro de 1901  | 29 de dezembro de 1936 | Não se casou nem teve filhos.                                                                               |
| Clemente Salvador           | 6 de outubro de 1904    | 20 de agosto de 1974   | Casado com Elisabeth Gräfin Rességuier de Miremont; com descendência.                                       |
| Matilde                     | 9 de agosto de 1906     | 18 de outubro de 1991  | Casada com Ernst Hefel; sem descendência.                                                                   |
| Fernando Salvador           | 26 de junho de 1911     | 26 de junho de 1911    | Viveu apenas 8 horas; sem descendência.                                                                     |

Casou-se depois morganaticamente no dia 28 de abril de 1934 em Viena com Melanie Freiin von Riesenfels de quem não teve filhos.
Teve também um filho ilegítimo da princesa Stephanie von Hohenlohe, uma amiga intima de Adolf Hitler.